# 京王重機整備
京王重機整備株式会社（けいおうじゅうきせいび）は、鉄道車両の保守整備・改造・修理・鉄道部品の販売・特殊車両の製造・販売・事務所等の賃貸を行う株式会社。京王グループに属する。本社は東京都渋谷区笹塚。

## 概要
京王電鉄などで廃車となった鉄道車両を、全国の地方鉄道に販売する際の車両改造等を行うことで知られる。また京王電鉄や東京都交通局（都営地下鉄新宿線）などの鉄道車両の更新・改造工事や定期保守も行う。
自動車の特装車も手掛け、消防で使われる救助工作車や小型輸送車、移動採血車なども、同じ京王グループで関連会社の東京特殊車体と共に架装を行っている。
他に笹塚駅前の本社ビル「メルクマール京王笹塚」などで不動産事業を行っている。
1943年（昭和18年）設立。元々は京王グループとは無関係の企業「笹塚自動車工業」として設立されたが、戦後の1948年に大東急を離脱して発足したばかりの京王帝都電鉄に翌年買収され、京王グループ入りした後1962年に現社名に変更した。

## 事業所

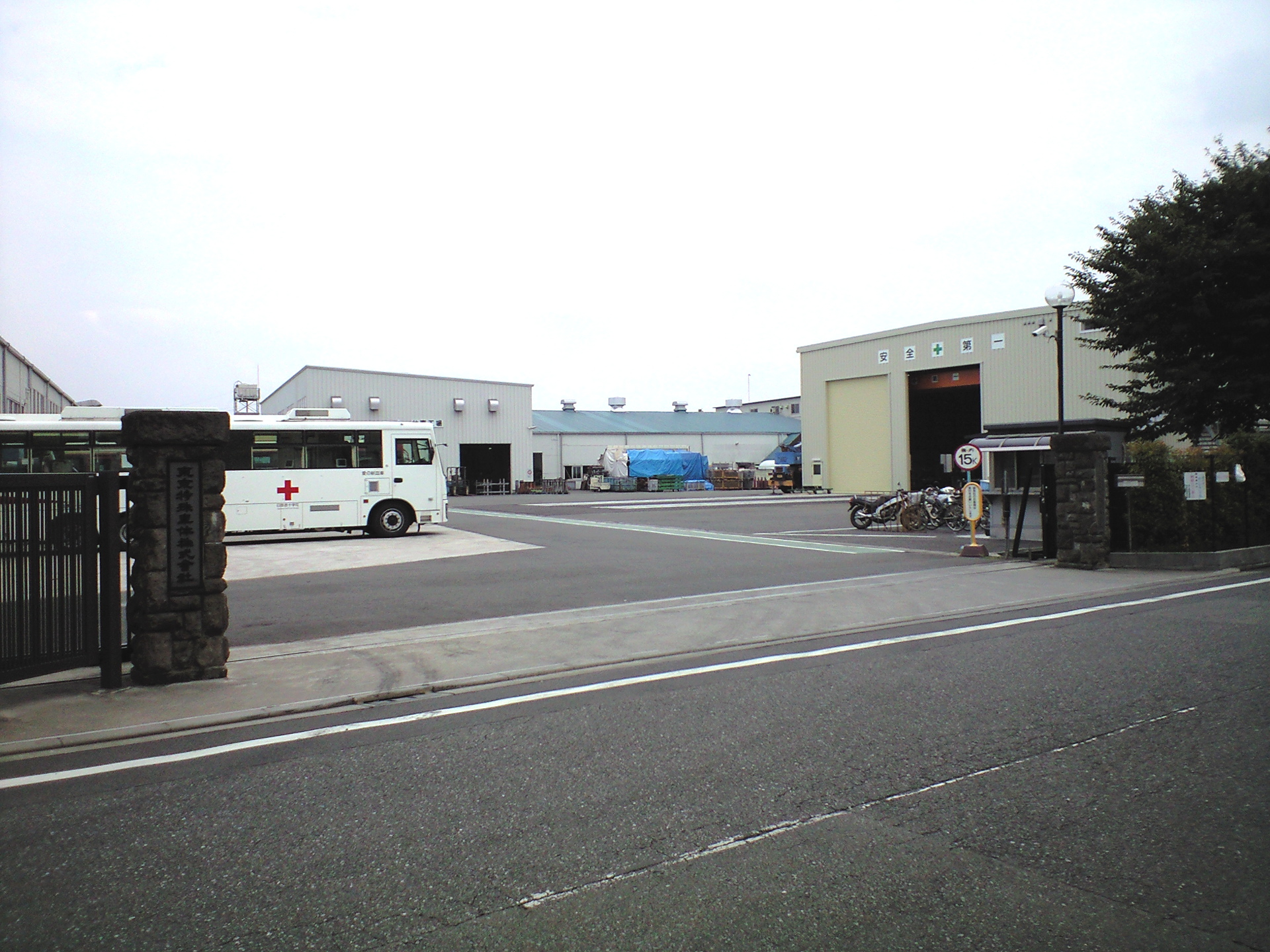
北野事業所

### 本社・事業所
- 本社：東京都渋谷区笹塚1丁目47-1 メルクマール京王笹塚4階（京王線笹塚駅に隣接）[1]
- 若葉台工事事業所・若葉台整備事業所：東京都稲城市若葉台3丁目5-2（京王電鉄若葉台検車区内、京王相模原線若葉台駅に隣接）[1]
- 北野事業所：東京都八王子市長沼町1304-1（関連会社の東京特殊車体本社と同一）[1]
- 塩尻事業所：長野県塩尻市大字広丘高出1783[1]

現存しない事業所
- 桜上水事業所：桜上水検車区内。若葉台検車区への移転に伴い、若葉台事業所へ移転[1]。

## 沿革
- 1943年10月6日：笹塚自動車工業株式会社として会社設立[1]。
- 1948年6月1日：東京急行電鉄（大東急）から独立して京王帝都電鉄が設立される[5]。
- 1949年4月：京王帝都電鉄（当時）に買収され[5]、京菱モーター株式会社に社名変更[1]。
- 1956年11月：京菱ディーゼル工業株式会社に社名変更。
- 1960年1月：京菱小松ディーゼル工業株式会社に社名変更。
- 1961年7月：塩尻工場を新設[1]。
- 1962年
  - 9月：陸上自衛隊武器補給処より契約業者として認可。
  - 10月：京王重機整備株式会社に社名変更[1]。
- 1965年7月：北野工場を新設[1]。
- 1967年
  - 2月10日：東京特殊車体が会社設立[4]。
  - 8月21日：東京特殊車体、京王重機整備とと提携して八王子市恩方に工場を設置[4]。
  - 11月：笹塚駅前に京王重機ビル・京王笹塚コーポラスが竣工[1]。
- 1968年
  - 2月1日：東京特殊車体、京王重機整備北野工場内へ本社・工場を移転[4]。
- 1981年4月：東京都交通局の鉄道車両整備の登録事業者となる[1]。
- 1983年10月：桜上水検車区の若葉台への移転に伴い、若葉台検車区内へ移転し若葉台事業所に改称[1]。
- 1984年6月：廃車改造の鉄道車両を伊予鉄道に初納入[1]。
- 1990年2月：東日本旅客鉄道の鉄道車両整備の登録事業者となる[1]。
- 1994年1月：多摩都市モノレールの鉄道車両整備の登録事業者となる[1]。
- 1996年8月：新交通システムゆりかもめの車両整備を開始[1]。
- 2002年7月：京王電鉄から若葉台工場での車両整備業務を移管される。
- 2003年11月：北野事業所がISO9001:2000を取得[1]。
- 2007年
  - 1月：塩尻工場での戦車整備事業を終了[1]。
  - 6月：塩尻工場に隣接して、ショッピングセンター「京王塩尻kePio」が竣工[1]。
- 2009年4月：都営地下鉄新宿線の車両定期検査を開始[1]。
- 2015年3月：京王重機ビルの建て替えにより、複合施設「メルクマール京王笹塚」が竣工[1]（開業は4月1日）。

## 車両整備・保守
- 京王電鉄：京王線・井の頭線[6]
- 東京都交通局：都営地下鉄新宿線用車両[6]
- ゆりかもめ[6]
- 横浜シーサイドライン[6]
- 山万ユーカリが丘線[6]
- 明知鉄道[6]
- 沖縄都市モノレール（ゆいレール） - 全般検査の受注実績あり[7]

## 車両改造・リニューアル工事

### 京王グループの車両
- 京王電鉄：京王線・井の頭線[6] - 改造・リニューアル工事[8]
  - 京王8000系 - 10両編成貫通化・連結部中間車化工事[8]
- 高尾登山電鉄 - 4代目（現行）ケーブルカー車両新造[8]
- 御岳登山鉄道 - 3代目（現行）ケーブルカー車両リニューアル工事[6]

### 京王電鉄からの譲渡車
- 京王帝都電鉄2010系

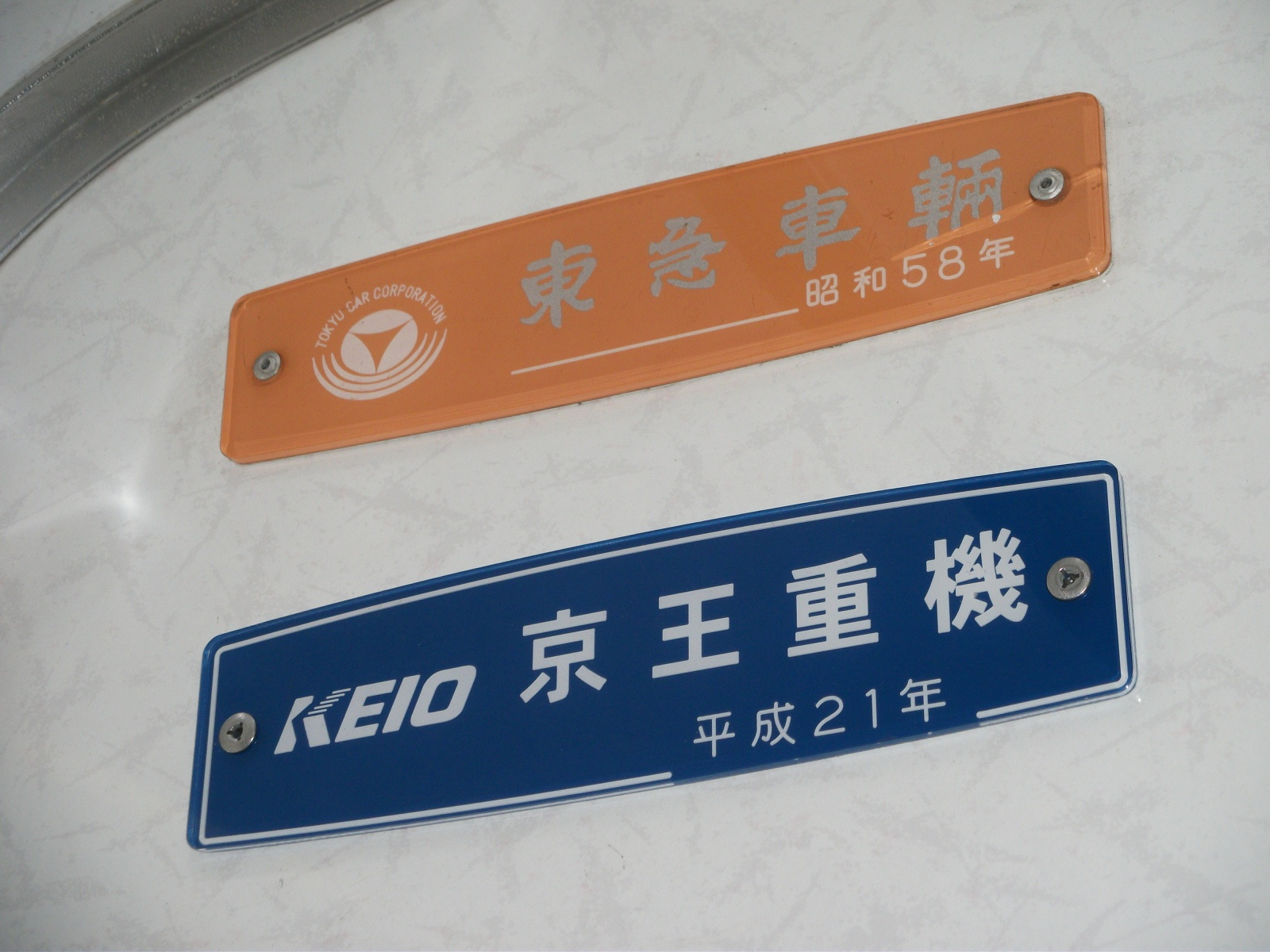
車内銘板
伊予鉄道3000系電車（元京王3000系電車）。新製時の製造メーカー・東急車輛製造と、伊予鉄道への譲渡に際して改造工事を施行した京王重機整備の2社の銘板が並ぶ。

  - 伊予鉄道800系 - 廃車車両の京王重機での譲渡改造第1号[1]
- 京王帝都電鉄初代5000系
  - 伊予鉄道700系[6]
  - 富士急行1000系[6]
  - 一畑電気鉄道2100系・5000系[6]
  - 高松琴平電気鉄道1100形[6]
  - わたらせ渓谷鐵道わ99形「かわせみ」「やませみ」- 改造工事、整備・保守[6]
- 京王3000系
  - 岳南鉄道7000形・8000形[6]
  - 北陸鉄道8000系・7700系[6]
  - 上毛電気鉄道700型[6]
  - 松本電気鉄道3000形[6]
  - 伊予鉄道3000系[8]

### 他社局の車両
- 東京都交通局
  - 都営地下鉄三田線
    - 6000形 - 都営地下鉄方針B修繕工事（冷房改造及び車内化粧板張替）は、志村車両検修場の工場エリアでの出張工事によるもの。
    - 6300形[6] - リニューアル工事[6]

  - 都営地下鉄大江戸線[6] - リニューアル工事[6]
  - 都電7000形 → 東京都交通局7700形[6] - 改造・リニューアル工事[6]
- 函館市交通局
  - 2000形[8]・3000形[8] - 車体更新工事[8]
- 帝都高速度交通営団
  - 2000形 → 日立電鉄2000形・3000形、銚子電気鉄道デハ1000形
- 名古屋市交通局（名古屋市営地下鉄）
  - 250形・700形 / 300形 / 1200形・1600形・1700形・1800形・1900形 → 高松琴平電気鉄道600形・700形
- 東武鉄道
  - 20000系 → アルピコ交通20100形
- 豊橋鉄道市内線
  - モ3500形-リニューアル工事
- 南海電気鉄道
  - 2200系 → 銚子電気鉄道22000形